# カワイイ私の作り方 全米バター細工選手権!
『カワイイ私の作り方 全米バター細工選手権!』（かわいいわたしのつくりかた ぜんべいバターざいくせんしゅけん、Butter）は、2011年のアメリカ合衆国のコメディ映画。監督はジム・フィールド・スミス、出演はジェニファー・ガーナーとヤラ・シャヒディなど。
2011年9月に開催された第36回トロント国際映画祭で初上映された。

## ストーリー
アイオワで行なわれる名物イベントの目玉とされているバター細工コンテストに挑む野心家の白人女性とアフリカ系の孤児の少女の姿を、彼女たちの周りの人々との関係を通じて描く。

## キャスト
- ローラ・ピクラー: ジェニファー・ガーナー - 野心家の女性。
- デスティニー: ヤラ・シャヒディ - アフリカ系の孤児で10歳の聡明な少女。
- ボブ・ピクラー: タイ・バーレル - バター細工コンテストの15年連続の優勝者。ローラの夫。
- ブルック: オリヴィア・ワイルド - ストリッパー。ボブの浮気相手。
- イーサン・エメット: ロブ・コードリー - デスティニーの里親。
- ケイトリン・ピクラー: アシュリー・グリーン - ボブと前妻との間に生まれた年頃の娘。
- ジル・エメット: アリシア・シルヴァーストーン - イーサンの妻。
- ボイド・ボルトン: ヒュー・ジャックマン - ローラの高校時代の恋人。アホ男。

## 作品の評価
Rotten Tomatoesによれば、批評家の一致した見解は「キャストは才能豊かで、笑える瞬間も少しはあるにもかかわらず、『カワイイ私の作り方 全米バター細工選手権!』の風刺的な目的は、繊細さの欠如と独りよがりな雰囲気によって大きく損なわれている。」であり、68件の評論のうち高評価は34%にあたる23件で、平均点は10点満点中4.58点となっている。
Metacriticによれば、23件の評論のうち、高評価は4件、賛否混在は11件、低評価は8件で、平均点は100点満点中40点となっている。